# دیلی کوریر
دیلی کوریر (انگلیسی: The Daily Courier) یکی از روزنامه‌های قطع بزرگ شهرستان یاواپای، آریزونا در ایالات متحده آمریکا است که متعلق به شرکت چندرسانه‌ای «وسترن نیوز و اینفو» است.
این روزنامه از سال ۱۸۸۲ میلادی چاپ می‌شود و امروزه هم نسخه کاغذی و هم نسخهٔ اینترنتی دارد. علاوه بر شهرستان یاواپای، این روزنامه در پرسکات، پرسکات ولی، چینو ولی و کمپ وردی هم در دسترس است.